# Micro-région de Kazincbarcika
La micro-région de Kazincbarcika (en hongrois : kazincbarcikai kistérség) est une micro-région statistique hongroise rassemblant plusieurs localités autour de Kazincbarcika.